# Taiwanomyia babaella
Taiwanomyia babaella là một loài ruồi trong họ Limoniidae. Chúng phân bố ở miền Cổ bắc.